# 産島
産島（うぶしま）は熊本県天草市にある島である。

## 概要
島名は神功（じんぐう）皇后に由来するといわれている。神功皇后とは古事記や日本書紀に出てくる仲哀天皇の皇后で、後に応神天皇となる皇子をお腹に宿したまま「三韓（新羅、高句麗、百済）征伐」を行ったとされる女傑である。その皇后が朝鮮からの帰途、この地に立ち寄り皇子を産み、産湯としたのが産島八幡宮の脇にある池だとされている。神功皇后に縁（ゆかり）のある地は九州北部を中心に散見される。

## 交通
天草下島の本渡から国道266号か県道26号線を25kmほど南下（約40分）→上平港から渡し舟で10分